# Вишневский, Пётр Васильевич
Пётр Васи́льевич Вишне́вский (12 июня 1886 — 16 августа 1969, Ницца, Франция) — русский военный деятель, полковник. Герой Первой мировой войны.

## Биография
В 1903 году вступил в службу. В 1906 году после окончания Алексеевского военного училища по I разряду произведён в подпоручики и выпущен в Люблинский 59-й пехотный полк. В 1909 году произведён в поручики, в 1912 году в штабс-капитаны.
В 1914 году после окончания Николаевской военной академии по II разряду произведён в капитаны — ротный командир Люблинского 59-го пехотного полка. С 1914 года участник Первой мировой войны во главе своей роты. 3 ноября 1914 года, исполняя обязанности командира батальона, был ранен во время боя и попал в плен, в 1915 году сбежал из плена. С 1915 года причислен к Генеральному штабу, оставаясь в списках полка. С 1917 года произведён в подполковники и полковники — и. д. помощника начальника отдела управления генерал-квартирмейстера Штаба главнокомандующего Румынского фронта.

Высочайшим приказом от 10 ноября 1915 года за храбрость награждён Георгиевским оружием: 
За то, что в бою 31-го октября и 1-го ноября 1914 года у Буковско и Карликово без выстрела довёл две роты до удара в штыки, выбил противника, заставил его поспешно бежать со всего участка позиции а затем очистить и всю позицию. При штыковом ударе было взято 80 человек пленных

Высочайшим приказом от 16 сентября 1916 года за храбрость награждён орденом Святого Георгия 4-й степени: 
За то, что в бою 3-го ноября 1914 у д. Радошице, в чине штабс-капитана, командуя 7-ю ротой 59-го Люблинского пехотного полка, когда 2-й батальон полка занял высоту 716, после отбитых батальоном трёх атак противника, командир батальона был ранен, он вступил в командование батальоном, находясь всё время на передовой линии, воодушевляя людей, отбил одну за другой несколько атак противника; будучи во время предпоследней атаки ранен в ногу, он не разрешил себя унести и, когда противник повёл последнюю восьмую атаку, уже лежа, раненый, взял винтовку и, ободряя оставшихся возле нижних чинов, всё время не переставал стрелять пока не был взят в плен; своим упорным сопротивлением способствовал подошедшим резервам выбить австрийцев и удержать позицию; ныне бежав из плена, вновь сражается в рядах своего полка
После октября 1917 года участник Гражданской войны в составе ВСЮР. С 1920 года в эмиграции во Франции.

## Награды
- Орден Святого Станислава 3-й степени (ВП 1913[3])
- Орден Святой Анны 3-й степени с мечами (ВП 18.02.1915)
- Орден Святого Станислава 2-й степени с мечами (ВП 30.11.1915)
- Орден Святого Владимира 4-й степени с мечами и бантом (ВП 21.05.1915)
- Георгиевское оружие (ВП 10.11.1915)
- Орден Святого Георгия 4-й степени (ВП 16.09.1916)
- Орден Святой Анны 2-й степени с мечами (ВП 26.09.1916[4])